# Irena Avsenik Nabergoj
Irena Avsenik Nabergoj, slovenska literarna zgodovinarka, antropologinja in religiologinja,  * 28. junij 1969, Jesenice.

## Življenje
Rodila se je kot peta od devetih otrok na Koroški Beli pri Jesenicah. Naravoslovno-matematično srednjo šolo je obiskovala na Jesenicah in študij nadaljevala na Filozofski fakulteti, kjer je 1994 diplomirala ter postala profesorica slovenščine in umetnostne zgodovine. Leta 1998 je na Oddelku za slovenistiko FF Univerze v Ljubljani magistrirala iz literarne kritike in esejistike v reviji Meddobje (1954), 2004 pa doktorirala iz slovenske književnosti z disertacijo Greh, krivda, kazen in odpuščanje pri Ivanu Cankarju.  
Od otroštva se je posvečala glasbi, najprej igranju na violino, pozneje pa predvsem solističnemu petju. Leta 1986 je že kot dijakinja poučevala violino v Glasbeni šoli na Jesenicah ter vodila tamkajšnji otroški godalni orkester, v letih 1993–96 pa se je ob študiju zaposlila kot sopranistka-solistka v profesionalnem Slovenskem komornem zboru pod vodstvom Mirka Cudermana. 
Po diplomi je 1996–99 delala kot lektorica-fonetičarka na Radioteleviziji Slovenija. Po doktoratu je bila krajše obdobje zaposlena na časniku Finance, nato je bila 2000-03 mlada raziskovalka na Inštitutu za Sveto pismo, judovstvo in zgodnje krščanstvo Teološke fakultete Univerze v Ljubljani ter se leta 2004 vključila v raziskovalni program te fakultete in 2006 v raziskovalni projekt na Znanstvenoraziskovalnem centru SAZU, kjer je tri leta tudi vodila raziskovalni projekt s področja literarnih ved v okviru Sekcije za interdisciplinarno raziskovanje ZRC SAZU. Irena Avsenik Nabergoj že od nastanka novogoriške slovenistike predava na tamkajšnji Fakulteti za humanistiko Univerze v Novi Gorici, kjer je 2006 postala docentka, 2011 izredna in 2017 redna profesorica za področje književnosti (dopolnilna zaposlitev). Vzporedno s pedagoškim delom poteka tudi njeno raziskovalno delovanje. Leta 2006 je na Znanstvenoraziskovalnem centru SAZU (ZRC SAZU) in na Teološki fakulteti Univerze v Ljubljani postala znanstvena sodelavka, 2012 je bila izvoljena za višjo znanstveno sodelavko, 2017 pa za znanstveno svetnico na Inštitutu za kulturno zgodovino ZRC SAZU. Leta 2013 jo je senat Teološke fakultete Univerze v Ljubljani izvolil v naziv višje znanstvene sodelavke, 2017 v izredno profesorico za področje religiologije in religijske antropologije in 2018 v naziv znanstvene svetnice.   
Vmes je (novembra 2015) še drugič doktorirala, tokrat s področja bibličnih študij in judovstva na Teološki fakulteti Univerze v Ljubljani. Je nosilka ali (so)avtorica več predmetov na dodiplomski in podiplomski stopnji Fakultete za humanistiko Univerze v Novi Gorici za področje literarnih ved (»Literarna teorija«, »Pisanje zvrstnih besedil« idr.) ter predmetov na dodiplomski in podiplomski stopnji Teološke fakultete Univerze v Ljubljani (»Duhovna literatura: etika, estetika, retorika«; magistrski program s področja Religiologija in etika: »Literatura in etika«; »Vpliv Biblije na kulturo«; doktorski program s področja Teologija: »Ženska v Svetem pismu in v literarni interpretaciji«; »Resničnost, resnica in lepota v literaturi in literarni kritiki«; »Svet mitov in primerjalne študije o bibličnih motivih v literaturi«. V okviru programa Duhovno izpopolnjevanje je skupaj s soavtorji zasnovala predmet »Duhovnost v literaturi, glasbi in filmu«.  
Irena Avsenik Nabergoj je poročena z arheologom in zgodovinarjem, kustosom za visoki in pozni srednji vek v Narodnem muzeju Slovenije, dr. Tomažem Nabergojem in je mati štirih otrok.  

## Znanstveno delo in dosežki
Zaposlena je na Teološki fakulteti Univerze v Ljubljani (od leta 1999), na Znanstvenoraziskovalnem centru Slovenske akademije znanosti in umetnosti (od 2006) in na Univerzi v Novi Gorici, kjer predava slovensko književnost in literarno teorijo, literaturo in etiko ter literarne vrste in zvrsti. Raziskovalno sodeluje v projektih in programih na Znanstvenoraziskovalnem centru SAZU in Teološki fakulteti Univerze v Ljubljani, kjer opravlja svoje znanstvenoraziskovalno delo v okviru raziskovalnega programa »Judovsko-krščanski viri in razsežnosti pravičnosti«, katerega vodenje je prevzela leta 2016 po upokojitvi akademika Jožeta Krašovca na njegov predlog in ob soglasju članov in članic programa; ter v okviru različnih raziskovalnih projektov. Sodeluje v več raziskovalnih projektih in programih v okviru ARRS, kot sodelavka in kot vodja. Je članica Slavističnega društva Slovenije, American Association of Teachers of Slavic and East European Languages (AATSEEL, ZDA), International Organization for the Study of the Old Testament (IOSOT, Leiden, Nizozemska), Institute for Medieval Studies (IMS, Univerza v Leedsu, Anglija), Society of Biblical Literature (Atlanta, ZDA). V okviru združenja AATSEEL je v ZDA imela predavanja v Filadelfiji, Chicagu, San Franciscu, Seattlu in v Bostonu. S predavanji je nastopila tudi na Hrvaškem, Češkem (Karlova univerza v Pragi), Italiji (Univerza v Vidmu), na Madžarskem in v Angliji ter na kongresih IMC (International Medieval Congress) Univerze v Leedsu. 
Občasno študijsko biva na raziskovalnih ustanovah v tujini. Raziskovalno je delovala na École biblique et archéologique française v Jeruzalemu, kot Visiting Scholar na Univerzi v Cambridgeu in kot “Visiting researcher” Harvard College Library Univerze na Harvardu. 
Je mentorica več diplomskih nalog in doktorskim študentom na področju literarnih ved.
Redno sodeluje z akademskimi ustanovami v tujini (zlasti z Univerzo v Cambridgeu, Anglija; status »Visiting Scholar« v poletnih mesecih v letih 2010-19); s slavističnim inštitutom Univerze na Dunaju idr. Kot aktivna članica se redno udeležuje kongresov in konferenc Mednarodnega združenja za kulturno zgodovino (ISCH – International Society for Cultural History, Škotska), Ameriškega združenja za slovanske in vzhodnoevropske jezike in literaturo (AATSEEL –  American Association of Teachers of Slavic and East European Languages, ZDA), Mednarodnega združenja za srednjeveške študije (IMS – Institute for Medieval Studies, Anglija). 
Od leta 2011 je pomočnica glavnega urednika revije Bogoslovni vestnik, tam pa je tudi področna urednica za književnost. Od 2018 je urednica za področje "verstva in teologija" pri Novem Slovenskem biografskem leksikonu (uredništvo na ZRC SAZU).
Predsedstvo Republike Slovenije jo je leta 2017 izbralo za vodjo organizacijskega odbora za pripravo kulturnih dogodkov na državni ravni ob 100. obletnici smrti največjega slovenskega pisatelja Ivana Cankarja v letu 2018. Sodelovala je tudi v TV-dokumentarnem filmu Lepa Vida ali film o hrepenenju (2018/19).
Irena Avsenik Nabergoj se ukvarja s slovensko literaturo in kulturo v evropskem kontekstu. Področja njenega zanimanja in delovanja so zlasti:
- reprezentacije prve in druge svetovne vojne v slovenski in svetovni književnosti;
- reprezentacije Judov in judovstva v slovenski in svetovni književnosti, avtobiografiji, dnevnikih, esejistiki in kritiki;
- motiv Lepe Vide ter lik zapeljivca/ugrabitelja od folklore do literature ter primerjave s svetovnim folklornim izročilom in književnostjo;
- transformacija antičnih in bibličnih motivov v literaturi in drugih umetnostih;
- Ivan Cankar ter literatura in likovna umetnost slovenske in evropske moderne oz. nove romantike;
- ljubezen in krivda, kazen in odpuščanje v literaturi;
- etika, estetika, retorika v literaturi;
- resničnost, resnica in lepota v zgodovini literature in umetnosti;
- literarne vrste in zvrsti, biografija in avtobiografija

Od leta 2004, ko je dosegla prvi doktorat, je objavila 5 angleških (Peter Lang 3, Cambridge Scholars Publishing 1, Vandenhoeck & Ruprecht 1) in 6 slovenskih znanstvenih monografij ter številne slovenske in angleške znanstvene študije.
Uredila in komentirala je tudi izbor Cankarjevih del Svetovi srca in duha: odlomki iz del Ivana Cankarja (Ljubljana, Cankarjeva založba, 2010).
Knjiga Literarne vrste in zvrsti: stari Izrael, grško-rimska antika in Evropa (2011) je prva monografska študija v slovenščini, ki ciljno obravnava posamezne literarne vrste in zvrsti na analitični in sintetični ravni z ilustracijo vzorčnih besedil od antike do danes. Monografija je namenjena predvsem študentom, profesorjem in drugim raziskovalcem na področju literarnih ved in na drugih področjih humanistike (primerjalna književnost, filozofija, gledališče idr.). V prvem delu knjiga sintetično obravnava literarne vrste in zvrsti z vidika razmerja med resničnostjo in fikcijo v najpomembnejših delih estetike in literarne teorije od antike do danes, v drugem delu pa je z definicijami, s sodobnimi literarnoteoretičnimi in literarnozgodovinskimi oznakami ter s primeri vzorčnih besedil iz slovenske in tuje književnosti prikazano dvaindevetdesetih literarnih vrst in zvrsti v njihovi diahroni in sinhroni razsežnosti (sodelovanje z založbo Kröner v Stuttgartu). 
Monografija Resničnost in resnica v literaturi: od antičnega do modernega evropskega literarnega in kritičnega diskurza (2013) je v Sloveniji pionirsko delo o obravnavani tematiki ter ena redkih tovrstnih študij tudi v svetovnem merilu. Avtorici je pomenila vsebinsko izhodišče za vsebinsko razširitev njenih raziskav s področja literarnih ved na področje Svetega pisma in judovstva, na osnovi katerih je nastala njena druga doktorska disertacija s področja teologije (Resničnost in resnica v literaturi, v izbranih bibličnih besedilih in njihovi literarni interpretaciji, 2015). V njej je avtorica za izhodišče znanstvene hipoteze vzela vprašanje, kako je mogoče razlikovati med resničnostjo ali resnico v odnosu do zunanjega poteka stvari in do družbenih norm ter resnico v osebnem, globljem moralnem pomenu, torej med »zunanjo« in »notranjo« resnico. Namen te študije je, da avtorica z natančnejšo analizo izbranih besedil pride do ustreznih meril za razlikovanje med enostranskimi, pristranskimi in vsestransko utemeljenimi pogledi teoretikov estetike, literarnih teoretikov, eksegetov, filozofov in teologov o pomenskih vidikih resničnosti in resnice. 
Njena druga disertacija je leta 2018 pod naslovom Podobe resničnosti, resnice in Ljubezni v Svetem pismu in literaturi v razširjeni obliki izšla pri založbi SAZU.
Knjiga Mirror of reality and dreams: Stories and confessions by Ivan Cankar (Ogledalo resničnosti in sanj: zgodbe in izpovedi Ivana Cankarja; Frankfurt etc.: Peter Lang, 2008) je prva znanstvena monografija o opusu največjega slovenskega pisatelja Ivana Cankarja v angleškem jeziku. Njegova dela obravnava glede na pisateljev odnos do eksistencialne, družbene in moralne resničnosti v posameznikih in v družbi. Tematološka in slogovna analiza se osredotočata na osebne izpovedi in bogato simboliko, ki razkrivajo svet pisateljevega notranjega življenja in njegovih vrednot. Študija uveljavlja intertekstualni pristop, ko ugotavlja vpetost pisateljevih del v družbeno-kulturni, jezikovni in umetniški kontekst evropskega literarnega razvoja, tradicije in mehanizmov vplivanja. Primerjalna analiza besedil v medbesedilnih razmerjih razkriva močan vpliv klasične in sočasne evropske literature iz obdobja fin de siècla na njegovo pisanje, kar se kaže v Cankarjevem navezovanju na dela avtorjev od Biblije (vpliv Nove zaveze) in grške antike (vpliv Platona, Homerja) do klasične angleške dramatike (Shakespeare), španskega romana (Cervantes), ruskega psihološkega realizma (Dostojevski, Tolstoj, Gogolj idr.), evropskega naturalizma in dekadence (Govekar, Zola idr.), impresionizma, simbolizma in nove romantike (Ibsen, Maeterlinck idr.). 
V drugi od treh angleških monografij o Ivanu Cankarju The Power of Love and Guilt: Representations of the Mother and Woman in Literature by Ivan Cankar (Moč ljubezni in krivde: reprezentacije matere in ženske v literaturi Ivana Cankarja; Frankfurt etc.: Peter Lang, 2013) avtorica osvetljuje podobe matere in ženske, kot jih prikazujejo Cankarjeva literarna dela, pa tudi njegova pisma materi in ljubezenska korespondenca. Primerjalna raziskava razkriva, da takšnega odnosa do matere ne najdemo pri nobenem drugem pomembnejšem avtorju evropske literature. V upodobitvah matere pisatelj prehaja od avtobiografskega spominskega pisanja do simbolističnih in idealiziranih komparacij svoje matere z Božjo materjo Marijo; prek ženskih literarnih značajev, ujetih med erotično strast in krivdo ter duhovno hrepenenje, pa razkriva svoj odnos do ljubezni in spolnosti.
Tretja znanstvena monografija avtorice o literarnem opusu Ivana Cankarja v angleškem jeziku je izšla pod naslovom Justice and redemption: anthropological realities and literary visions by Ivan Cankar (Pravičnost in odrešenje: Antropološke resničnosti in literarne vizije pri Ivanu Cankarju; Frankfurt etc.: 2014).  Knjiga govori o pisateljevem dojemanju resničnosti ter o njegovi viziji pravičnosti in odrešenja. Ta vizija v Cankarjevih literarnih delih ob njegovem doživljanju krivičnosti vseh vrst postaja z leti vse močnejša, dokler je pisatelj ne preoblikuje v simbolno podobo odrešenja vseh po krivici trpečih po zemeljski smrti. Avtorica Cankarjevo predstavo o pravičnosti primerja s spraševanjem o pravičnosti v izbranih delih Williama Shakespeara, Henrika Ibsena, Leva N. Tolstoja, Fjodorja M. Dostojevskega in Gerharta Hauptmanna.
Pri Slovenski matici je Irena Avsenik Nabergoj pripravila trilogijo o Judih v evropski zgodovini, literaturi in kulturi, zlasti o zgodovini evropskega antisemitizma, ki je globoko zakoreninjen že v Svetem pismu Nove zaveze in zgodnjih po-bibličnih krščanskih virih. Vsaka od treh monografij obravnava zapleteno ozadje stereotipov o Judih v različnih obdobjih evropske zgodovine. Ob posledicah druge svetovne vojne so zahodni teologi in zgodovinarji znova razmislili o evropskem odnosu do Judov. Z argumentom, da so odnosi kristjanov do Judov, v nasprotju z odnosi v poganski antiki, izražali teološko in eksistencialno potrebo, ki je zgodovinsko oblikovala obravnavo Judov, so strokovnjaki pokazali, da so Judje evropske imaginacije ohranili svojo kulturno vlogo paradigmatičnega Drugega tudi potem, ko je krščanstvo izgubilo svojo pravno in družbeno oporo v evropskih družbah. V sodobnem času so imaginarni Judje postali folija za gojenje nacionalnih in rasnih identitet s tem, ko so dobili psevdo-znanstveno podlago na križiščih biologije, medicine, sociologije in lingvistike. To prekodiranje je doseglo vrhunec v ideologiji antisemitizma, ki kljub posvetnemu videzu črpa iz logike in retorike krščanskega protijudovstva. Medtem ko je bilo življenje imaginarnih Judov v zahodnih kulturnih tradicijah ustrezno opisano, ostaja zaradi novejše politične zgodovine zelo slabo osvetljeno v slovanski kulturni sferi. V večjem delu srednje in vzhodne Evrope je bilo intelektualno življenje najprej podvrženo marksističnemu dogmatizmu, ki ni upošteval vztrajnosti religioznih vzorcev v človeški imaginaciji, pozneje pa prerogativom nacionalističnih ustvarjanj mita med post-komunistično izgradnjo naroda. Socialni in kulturni zgodovinarji v slovanskih deželah so zato doslej prispevali le malo pomenljivega k prej omenjeni strokovni tradiciji, ki se je osredotočala na študij evropskega judovskega Drugega. Zato je bila dobro dokumentirana monografija Irene Avsenik Nabergoj z naslovom Zgodovina protijudovstva in antisemitizma v Evropi (Ljubljana: Slovenska matica, 2016; Razprave in eseji, 70) sprejeta kot toliko bolj dobrodošla kot prva študija v slovanskem jeziku, ki zapolnjuje pomembno vrzel v kulturnem zgodovinopisju v srednji in vzhodni Evropi z aplikacijo zahodnih analitičnih metodologij v raziskovanju imaginarnih Judov na slovansko gradivo v vse-evropskem zgodovinskem in kulturnem kontekstu. Druga knjiga z naslovom Podoba Judov v evropski literaturi, gledališču, glasbi in filmu (Ljubljana: Slovenska matica, 2017; Razprave in eseji, 72) obravnava podobo Judov literarni, gledališki in filmski imaginaciji ter predstavi tudi zgodovino judovske glasbe, ki je imela do moderne dobe izrazito religiozen pečat. Imaginacija ustvarjalcev lepih umetnosti se osredotoča na podobo Judov, kot se kaže od zunaj, pod verskim, kulturnim in etničnim vidikom. S tem pa se odpira vrsta tehtnih vprašanj: Ali raba stereotipov o podobi Judov ustreza resničnosti verske in etične narave Judov? Kakšni so bili motivi pesnikov in pisateljev, da so v svoja dela vključevali stereotipne podobe Judov? Kako razložiti dejstvo, da je tradicionalno, pretežno versko motivirano protijudovstvo v moderni sekularizirani dobi postalo zelo razširjeno gibanje antisemitizma s pretežno rasno in ekonomsko motivacijo? ; ker pisatelji niso bili ustrezno seznanjeni s posameznimi Judi ali z različnimi vidiki judovske religije, stereotipni opisi judovskih likov in sodbe o njih v nekaterih literarnih delih sami po sebi ne kažejo zanesljivo stopnje doživljanja predsodkov v razmerju do Judov pri izbranih avtorjih. Številni liberalni Judje so se norčevali zlasti iz hasidizma, njegovih navad in načina življenja; znani judovski avtorji pa so včasih pisali parodije na druge pisatelje in na literarna dela. Vsak poskus, da bi razumeli predsodke in negativne stereotipe o Judih v ljudskem izročilu in literaturi v vseh evropskih deželah, nas vodi nazaj v dolgo zgodovino življenja judovskega ljudstva znotraj večinskih ljudstev od antike do sedanjosti. Zaradi očitnega ali prikritega antisemitizma v današnji dobi je interpretacija podobe Judov v literarnih reprezentacijah odgovorna naloga – ni samo zadeva znanstvene korektnosti v analizi besedil, temveč tudi temeljne odprtosti duha.
Maja 2025 je na SAZU organizirala mednarodni znanstveni simpozij z naslovom Moč čustev: od antičnih in judovsko-krščanskih korenin do njihovega odmeva v svetovni in slovenski literaturi, umetnosti in kulturi. Izveden je bil v okviru raziskovalnega projekta ARIS Moč čustev in status ženskih likov v različnih literarnih žanrih Stare zaveze (2023–26) ter širšega raziskovalnega programa Vrednote v judovsko-krščanskih virih in tradiciji ter možnosti dialoga (2022–27), ki ju vodi na Teološki fakulteti Univerze v Ljubljani.

## Nagrade in priznanja
- Leta 2009 je prejela državno Zoisovo priznanje za pomembne dosežke na področju literarnih ved.

- Marca 2015 je bila sprejeta za redno članico Evropske akademije znanosti in umetnosti (Salzburg) v razredu za humanistične znanosti.

1. ↑  data.bnf.fr: platforma za odprte podatke — 2011.
2. ↑  »http://www.sazu.si/events/683d7b4e8d41d8ad704836fe«. www.sazu.si (v angleščini). Pridobljeno 8. junija 2025. {{navedi splet}}: Zunanja povezava v |title= (pomoč)

## Izbrana bibliografija
Znanstvene monografije
- Ljubezen in krivda Ivana Cankarja (Ljubljana: Mladinska knjiga, 2005) (794 str.) (COBISS)
- Mirror of reality and dreams: Stories and confessions by Ivan Cankar (Frankfurt am Main / Berlin / Bern / Breuxelles / New York / Oxford / Wien : Peter Lang, 2008) (COBISS)
- Longing, weakness and temptation: From myth to artistic creations (Newcastle upon Tyne: Cambridge Scholars Publishing, 2009) (COBISS)
- Hrepenenje in skušnjava v svetu literature: Motiv Lepe Vide (Ljubljana: Mladinska knjiga, 2010; 726 str.) (COBISS)
- Literarne vrste in zvrsti: stari Izrael, grško-rimska antika in Evropa (Ljubljana: Cankarjeva založba, 2011; 623 str.)
- Reality and truth in literature: from ancient to modern European literary and critical discourse (Goettingen: V & R unipress, cop. 2013)
- The Power of Love and Guilt: Representations of the Mother and Woman in Literature by Ivan Cankar (Frankfurt am Main / Berlin / Bern / Bruxelles / New York / Oxford / Wien : Peter Lang, 2013)
- Justice and redemption: anthropological realities and literary visions by Ivan Cankar (Frankfurt am Main / Berlin / Bern / Bruxelles / New York / Oxford / Wien: 2014)
- Zgodovina protijudovstva in antisemitizma v Evropi (Ljubljana: Slovenska matica, 2016; 248 strani; Razprave in eseji, 70).
- Podoba Judov v evropski literaturi, gledališču, glasbi in filmu (Ljubljana: Slovenska matica, 2017; 352 strani; Razprave in eseji, 72).
- Podobe resničnosti, resnice in ljubezni v Svetem pismu in literaturi (Ljubljana: SAZU, 2018; 747 strani).
- Trpljenje in smrt v zgodovini judovske literature (Ljubljana: Slovenska matica, 2020; 556 strani).
- Literarne oblike v Svetem pismu in odmevi v poznejši judovsko-krščanski kulturi (Ljubljana: Mladinska knjiga, 2021; 658 strani).
- Izvori podobe Judov v starejšem slovenskem slovstvenem izročilu (Ljubljana: Slovenska matica, 2023; 1024 strani).

Znanstveni članki
- Simbolni slog v Cankarjevi osebnoizpovedni prozi (Slavistična revija, okt.–dec. 2005, letn. 53, št. 4, str. [553]–568)
- Transformation of sensuality in the Slovenian ballad of Lepa Vida (Lovely Vida) (Traditiones – Inštitut za slovensko narodopisje, Ljubljana, 2007, letn. 36, št. 1, str. 209–225)
- Nasilje v Cankarjevi drami Kralj na Betajnovi in medbesedilni stiki z evropsko literaturo (Jezik in slovstvo 53/2, mar.-apr. 2008 [33]-47) (COBISS)
- Tema zapeljevanja v izročilu starega Bližnjega vzhoda (Bogoslovni vestnik 69/3, 2009; 259-275) (COBISS)
- Recepcija izročila o Lepi Vidi v Prekmurju in Slovenskem Porabju. Slovenski mikrokozmosi - medetnični in medkulturni odnosi (Ljubljana: Zveza društev Slavistično društvo Slovenije, 2009; Zbornik Slavističnega društva Slovenije; [191]-203) (COBISS)
- Položaj migrantske književnosti in kulture v slovenskem prostoru [ocena knjige Janje Žitnik Serafin: Večkulturna Slovenija: Položaj migrantske književnosti in kulture v slovenskem prostoru, Migracije, ZRC SAZU, Ljubljana: Založba ZRC, 2008]. (Slavistična revija 57/3; 2009; 497-501) (COBISS)
- Jožef iz Egipta. Zgodba o Jožefu iz Egipta v svetovni in slovenski književnosti (Ljubljana: Študentska založba, 2010 (Scripta). [111]-127) (COBISS)
- Resničnost in fikcija v podobah ljubezni do matere v delih Ivana Cankarja. Riječ, časopis za filologiju 16/1 (2010). 169-184. (COBISS)
- Izpovedna lirika Ljubke Šorli = La poesia lirica di Ljubka Šorli ("Uporno sem viharjem kljubovala": Mednarodni simpozij ob stoletnici rojstva Ljubke Šorli. Nova Gorica: Univerza, 2010. 4) (COBISS)
- Ivan Cankar in vélika vojna (Zgodovinski časopis, 2015, letn. 69, št. 3/4, str. 352–400)
- Ivan Cankar (v: Mateja Ratej (ur.), et al., Usode prve svetovne vojne, Življenja in dela, Biografske študije, 10, 7, Inštitut za kulturno zgodovino ZRC SAZU; Ljubljana: Založba ZRC, ZRC SAZU, 2015, str. 9-22)
- Seduction of a woman in Slovenian literature within the European literary tradition (Program of the 2015 meeting of the American Association of Teachers of Slavic and East European Languages [AATSEEL], Renaissance Harbourside, Vancouver, British Columbia, January 8-11, 2015, str. 70–71)
- Resničnost, resnica in lepota v umetniški besedi J. W. Goetheja, J. Keatsa, L. N. Tolstoja, I. Cankarja in S. Kosovela (v: Frane Adam in Niko Grafenauer (ur.), Humanizem in humanistika: simpozij, Ljubljana, SAZU, 2016)
- Resničnost in resnica v svetopisemskih in nesvetopisemskih pripovedih in poeziji (Bogoslovni vestnik, 2016, 76, št.1, 75-88)
- Izvori in tradicija literarne zvrsti vita Christi v Poljanskem rokopisu (Bogoslovni vestnik, 2016, letn. 76, št. 3/4, str. 585-596)
- Zrcalo angleškega antisemitizma v literarnih delih Marlowa, Shakespeara, Scotta, Dickensa in Joycea (v: Igor Maver (ur.), Stanonikov zbornik: študije in eseji s področja literarnih in sorodnih ved, Ljubljana: Znanstvena založba Filozofske fakultete. 2016, str. 219-262)
- Children without childhood: theemotionality of orphaned children and images of their rescuers in selected works of English and Canadian literature (Acta neophilologica, 2017, l. 50, 1/2, str. 95-135)
- Marijino sočutje in žalovanje v srednjeveških meditacijah in dramatizacijah evangeljske pripovedi o pasijonu (Bogoslovni vestnik, 2017, letn. 77, 3/4, str. 655-669)
- Biblične in antropološke podlage Avguštinovih metafor hrane (Bogoslovni vestnik, 77/2, 2017, str. 405-421)
- Delo češkega misijonarja Antona Chráske med Slovenci in pot do drugega protestantskega prevoda Svetega pisma v slovenščino 1914 (v: Neža Zajc (ur.), et al., Pogled od zunaj na slovenski jezik, prostor in kulturo: v zgodovinski perspektivi, (Zbirka Življenja in dela, Biografske študije, 14, 10; Inštitut za kulturno zgodovino ZRC SAZU, Ljubljana: Založba ZRC, 2017, str. 159-183, 280-281)
- Gledališke in operne uprizoritve del z judovsko tematiko v okviru Dramatičnega društva v letih 1867-1918 (v: Štefan Vevar in Barbara Orel (ur.) Začetki in dosežki slovenskega gledališča moderne dobe: ob 150-letnici ustanovitve Dramatičnega društva v Ljubljani; Dokumenti Slovenskega gledališkega inštituta, letn. 54, št. 95; Ljubljana: Slovenski gledališki inštitut, 2017, str. 192-214, 316, 330-331)
- Doživljanje oktobrske revolucije v romanu Borisa Leonidoviča Pasternaka Doktor Živago (v: Irena Avsenik Nabergoj (ur.), et al., Oktobrska revolucija 1917-2017: med izkušnjo, interpretacijo in poetizacijo; Zbirka Življenja in dela XX, Kulturnozgodovinske študije ̥5, Inštitut za kulturno zgodovino ZRC SAZU, Ljubljana, Založba ZRC, 2019, str. 145-147; spremna beseda urednice: Transformacije interpretacij oktobrske revolucije, str. 205-220, prav tam)
- Tek časa in pesnikovo simbolno izražanje predsmrtne agonije v psalmu 22 (v: Neža Zajc (ur.) et al., Poezija in smrt, Ljubljana, 2019, ZRC SAZU. Življenja in dela XIX; kulturnozgodovinske študije 4, Inštutut za kulturno zgodovino ZRC SAZU; ljubljana, Založba ZRC, 2019)
- Ivan Cankar v odnosu do vere in v pogledih na katolištvo (v: Irena Avsenik Nabergoj (ur.) et al., Akademijski pogledi na Cankarja; zbornik simpozija: SAZU, 2020)